# Bionix
Bionix je borbeno vozilo pješaštva singapurske vojske. Napravljen je kako bi zadovolji singapurske potrebe za novim oklopnim vozilom. Zamijenio je američki M113 oklopni transporter u singapurskoj vojsci. Razvoj Bionixa krenuo je 1991. godine u tvrtki  Singapore Technologies Kinetics. Prvi prototip dovršen je 1995., a javnost je predstavljen 1997. godine. Bionix je također namijenen i izvozu.